# 莱安德罗·达米昂
莱安德罗·达米昂·达席尔瓦·多斯桑托斯（葡萄牙語：Leandro Damião da Silva dos Santos，發音：[leˈɐ̃dɾu daˈmjɐ̃w]；1989年7月22日—）是一名巴西足球运动员，司职前锋，现效力于日本甲組職業足球聯賽球队川崎前鋒。
是巴西足球近年來少見的搶點型前鋒，身體素質極佳的同時也擁有良好的腳下技術，他被認為是當今巴西國家足球隊的希望之星。

## 俱乐部生涯
达米昂最初在巴西阿雷格里港当地的Atlético Tubarão球队踢球，当时他司职中场，并没有表现出太多的天赋，其本人一度打算放弃足球职业。不过后来在一场比赛中，达米昂被教练安排改打前锋，表现非常神勇，于是开始渐渐被人熟知。达米昂在2008年转会到 Atlético Ibirama 队，并在巴西圣卡塔琳娜州锦标赛上攻入8球。随后达米昂加盟巴西国内豪门巴西国际队，迅速成为球队的主力前锋，期间巴西国际队夺得了2010年的南美解放者杯冠军。
在2011年，达米昂的出色表现帮助球队夺得了巴西高卓州锦标赛冠军和南美优胜者杯冠军。他的成名作来自于2009-2010赛季的南美解放者杯决赛，达米昂为国际队打进反超一球，最终国际队也如愿以3-2战胜墨西哥瓜达拉哈拉队。
2010-11赛季的巴甲联赛，担当主力的他曾经24场比赛打进惊人的22球。2011-12赛季依然保持了良好的状态，并逐渐进入国家队的视野。2011年7月底举行的奥迪杯，达米昂两回合对阵巴萨和AC米兰都有进球。2011年8月达米昂带领巴西国际获得了南美超级杯冠军，在对阿根廷对独立队的两回合比赛中共打进3球，成为夺冠功臣。
2013年12月17日，桑托斯官方宣布，达米昂以1300万欧元的转会费从巴西国际俱乐部转会加盟，并签约五年。

## 国家队生涯
2011年3月巴西对阵苏格兰的比赛中，达米昂首次代表国家队出场。9月5日对阵加纳的比赛中，达米昂攻入了代表巴西队参赛的首粒入球。

## 技术统计
| 球队     | 赛季 | 巴甲联赛 | 巴甲联赛 | 巴西联赛杯 | 巴西联赛杯 | 南美解放者杯 | 南美解放者杯 | 州锦标赛 | 州锦标赛 | 南美优胜者杯 | 南美优胜者杯 | 其他比赛1 | 其他比赛1 | 总体 | 总体 |
| 球队     | 赛季 | 出场     | 进球     | 出场       | 进球       | 出场         | 进球         | 出场     | 进球     | 出场         | 进球         | 出场      | 进球      | 出场 | 进球 |
| -------- | ---- | -------- | -------- | ---------- | ---------- | ------------ | ------------ | -------- | -------- | ------------ | ------------ | --------- | --------- | ---- | ---- |
| 巴西国际 | 2010 | 25       | 7        | 0          | 0          | 1            | 1            | 8        | 4        | 0            | 0            | 1         | 0         | 35   | 12   |
| 巴西国际 | 2011 | 26       | 14       | 0          | 0          | 8            | 4            | 13       | 17       | 2            | 3            | 2         | 2         | 51   | 40   |
| 巴西国际 | 2012 | 19       | 7        | 0          | 0          | 10           | 5            | 0        | 0        | 0            | 0            | 16        | 7         | 45   | 19   |
| 巴西国际 | 2013 | 26       | 5        | 0          | 0          | 0            | 0            | 0        | 0        | 0            | 0            | 6         | 1         | 32   | 6    |
| 总计     | 总计 | 96       | 33       | 0          | 0          | 19           | 10           | 21       | 21       | 2            | 3            | 25        | 10        | 163  | 77   |

1包括世俱杯。

## 荣誉
- 南美解放者杯冠军：2010年
- 世俱杯季军：2010年
- 南美优胜者杯冠军：2011年
- 巴西高卓州锦标赛（英语：Campeonato Gaúcho）冠军：2011年

## 外部連結
- 达米安个人网站
- 达米安国家队数据 （页面存档备份，存于）
- Leandro Damião at ESPN （页面存档备份，存于）